# إرنست دالتون
إرنست دالتون هو مبارز بالسيف كندي، ولد في 17 أغسطس 1896 في تورونتو في كندا، وتوفي في 12 أبريل 1963.

## وصلات خارجية
- إرنست دالتون على موقع أوليمبيديا (الإنجليزية)